# Міян-Магаллє (Мазендеран)
Міян-Магаллє (перс. ميان محله) — село в Ірані, у дегестані Бала-Хіябан-е Літкух, у Центральному бахші, шагрестані Амоль остану Мазендеран. За даними перепису 2006 року, його населення становило 213 осіб, що проживали у складі 57 сімей.

## Клімат
Середня річна температура становить 9,41 °C, середня максимальна – 23,72 °C, а середня мінімальна – -6,05 °C. Середня річна кількість опадів – 393 мм.
| Клімат поселення                              | Клімат поселення | Клімат поселення | Клімат поселення | Клімат поселення | Клімат поселення | Клімат поселення | Клімат поселення | Клімат поселення | Клімат поселення | Клімат поселення | Клімат поселення | Клімат поселення | Клімат поселення |
| Показник                                      | Січ.             | Лют.             | Бер.             | Квіт.            | Трав.            | Черв.            | Лип.             | Серп.            | Вер.             | Жовт.            | Лист.            | Груд.            |                  |
| Середній максимум, °C                         | 3,05             | 3,58             | 6,01             | 12,68            | 17,95            | 21,54            | 23,72            | 23,55            | 20,20            | 16,05            | 10,37            | 5,19             |                  |
| Середня температура, °C                       | −1,5             | −0,98            | 1,47             | 8,12             | 13,41            | 16,98            | 19,76            | 19,60            | 16,24            | 12,09            | 6,43             | 1,24             |                  |
| Середній мінімум, °C                          | −6,05            | −5,52            | −3,08            | 3,57             | 8,86             | 12,44            | 15,80            | 15,66            | 12,29            | 8,15             | 2,47             | −2,7             |                  |
| Норма опадів, мм                              | 36               | 39               | 58               | 42               | 39               | 16               | 12               | 10               | 17               | 44               | 39               | 41               |                  |
| Середньомісячна швидкість вітру, м/с          | 1.99             | 2.51             | 2.70             | 2.67             | 2.15             | 1.70             | 1.68             | 1.75             | 1.57             | 1.94             | 2.28             | 1.97             |                  |
| Середньомісячна сонячна радіація, кДж/м²·день | 8221             | 10608            | 13037            | 16712            | 20192            | 22364            | 22164            | 19903            | 16893            | 12558            | 9716             | 7840             |                  |
| --------------------------------------------- | ---------------- | ---------------- | ---------------- | ---------------- | ---------------- | ---------------- | ---------------- | ---------------- | ---------------- | ---------------- | ---------------- | ---------------- | ---------------- |
| Джерело:                                      |                  |                  |                  |                  |                  |                  |                  |                  |                  |                  |                  |                  |                  |